# Maria Hohneck
Maria Hohneck (* 13. Oktober 1866 in Dresden: † 25. Dezember 1949 in Pakaraka) war eine deutsche Grafikerin und Illustratorin.

## Leben und Werk
Sie war die Tochter des Landschaftsmalers, Lithografen und Grafikers Adolf Hohneck. Wie der Vater wurde sie ebenfalls Grafikerin. Zwischen 1895 und 1915 erschienen zahlreiche von ihr illustrierte Kinderbücher. Sie lebte in der sächsischen Landeshauptstadt Dresden und wanderte 1928 nach Neuseeland aus.
Einzelne der von ihr illustrierten Kinderbücher werden noch heute aufgelegt.

## Werke (Auswahl)
- (mit Meta Voigt): Für frohe Kinderherzen. Ein Bilderbuch für das erste Kindesalter mit einer Auswahl der schönsten Kinderreime, o. O., o. J., [Wesel], [1913].
- (mit Meta Voigt): Ringel-Ringel-Reihe. Ein Buch für Mutter und Kind. Sammlung der schönsten Kinderreime, Wesel o. J. [1919].